# 奧索波索河 (康乃狄克州)
奧索波索河（英語：Oxoboxo River）是位於美國康乃狄克州新倫敦縣的一個人口普查指定地區。

## 地理
奧索波索河的座標為41°26′23″N 72°07′08″W / 41.43972°N 72.11889°W，而該地最高點為海拔高度20米（即66英尺）。

## 人口
根據2010年美國人口普查的數據，奧索波索河的面積為11.60平方千米，當中陸地面積為11.00平方千米，而水域面積為0.60平方千米。當地共有人口3165人，而人口密度為每平方千米272人。